# Fatehgarh Chūriān
Fatehgarh Chūriān är en ort i Indien.   Den ligger i distriktet Gurdaspur och delstaten Punjab, i den norra delen av landet, 400 km nordväst om huvudstaden New Delhi. Fatehgarh Chūriān ligger 242 meter över havet och antalet invånare är 18 051.
Terrängen runt Fatehgarh Chūriān är mycket platt. Runt Fatehgarh Chūriān är det tätbefolkat, med 709 invånare per kvadratkilometer. Närmaste större samhälle är Ajnāla, 18,4 km väster om Fatehgarh Chūriān. Trakten runt Fatehgarh Chūriān består till största delen av jordbruksmark.